# Projeto
Um projeto em "negócio" e ciência é normalmente definido como um empreendimento (seja ele colaborativo ou não), frequentemente envolvendo pesquisa ou desenho, que tem como objetivo alcançar um resultado exclusivo. Projetos podem ainda ser definidos como sistemas sociais temporários, possivelmente constituído por equipes (dentro de uma organização) para realizar uma tarefa dentro um limite de tempo preestabelecido.
Em geral um projeto possui três características fundamentais: tempo (início e fim), recursos (pessoas, ferramentas etc) e cria algo que não existia anteriormente.
No contexto de software de código aberto, por conta da sua natureza dinâmica e participativa por meio da Internet, a palavra "projeto" geralmente está ligada ao próprio software, e dessa forma um projeto pode carecer de um equipe e tempo preestabelecidos, podendo durar até que o software por inteiro seja abandonado.

## Definição

### Etimologia
A palavra projeto vem da palavra latina projectum do verbo em latim proicere, "antes de uma ação", que por sua vez vem de pró-, que denota precedência, algo que vem antes de qualquer outra coisa no tempo (em paralelo com o grego πρό) e iacere, "fazer". Portanto, a palavra "projeto", na verdade, significava originalmente "antes de uma ação".

### Adaptação
Quando o idioma Português inicialmente adotou a palavra, ela se referia a um plano de alguma coisa, não o ato de realmente levar esse plano a concretização. Algo realizado de acordo com um projeto tornou-se conhecido como um "objetivo".

## Características
De acordo com o Guia PMBOK, as principais características dos projetos são:
- temporários: possuem um início e um fim definidos;

- planejado, executado e controlado;

- entregam produtos, serviços ou resultados exclusivos;

- desenvolvidos em etapas e continuam por incremento com uma elaboração progressiva;

- realizados por pessoas;

- com recursos limitados.

O contexto da gerência de projetos descreve o ambiente em que um projeto opera. Sua observação é fundamental, já que o gerenciamento das atividades do dia-a-dia é necessário, mas não é o suficiente para o sucesso do projeto.

## Ciclo de Vida de Projeto
O conjunto de fases do projeto é chamado “ciclo de vida do projeto”. De um modo geral, as fases do projeto apresentam as seguintes características:
- Cada fase do projeto é marcada pela entrega de um ou mais produtos (deliverables), como estudos de viabilidade ou protótipos funcionais;

- No início de cada fase, define-se o trabalho a ser feito e o pessoal envolvido na sua execução;

- O fim da fase é marcada por uma revisão dos produtos e do desempenho do projeto até o momento;

- Uma fase começa quando termina a outra. Quando há overlapping entre as fases, chamamos essa prática de "fast tracking". Nesse caso, começa-se a trabalhar nas próximas fases do projeto antes do fim da fase corrente (entrega e revisão dos produtos);

- Os custos são geralmente crescentes à medida que a fase avança;

- Os riscos são geralmente decrescentes à medida que a fase avança;

- A habilidade das partes envolvidas alterarem os produtos de cada fase é decrescente à medida que a fase avança;

- Cada indústria apresenta diferentes fases específicas para seus projetos, sendo que muitas têm suas fases detalhadamente descritas, em padrões.

## Partes envolvidas no projeto (stakeholders)
São indivíduos e organizações ativamente envolvidos no projeto, cujos interesses são afetados (positiva ou negativamente) por ele, ou que exercem influência sobre o mesmo. Incluem o gerente de projeto, o cliente, a organização que fará o projeto, os membros da equipe de projeto, o sponsor/patrocinador (indivíduo/grupo interno ou externo que provê os recursos financeiros para o projeto).
Inclui também partes externas, como fundadores, vendedores, fornecedores, agências governamentais, comunidades afetadas pelo projeto e a sociedade em geral.
É boa prática identificar cada uma das partes envolvidas no projeto, identificar e gerenciar possíveis áreas de conflito entre elas. Uma orientação geral é resolver as diferenças entre as partes favorecendo o cliente.

## Estruturas Organizacionais
A organização em que o projeto está inserido pode ser de duas categorias: ou é uma organização que vive de projetos, ou é uma organização que adotou o gerenciamento por projetos para a sua administração.
De um modo geral, as organizações utilizam diversas estruturas . As principais são:
- Organização com estrutura funcional: cada funcionário tem um superior bem definido, e as equipes são organizadas por funcionalidade (ex. finanças, produção, etc) ou seguindo estruturas internas da empresa

- Organização projetizada : a empresa é organizada em departamentos, sendo que cada um responde a um gerente de projeto. Algumas áreas dão suporte a todos os projetos.

- Organização matricial : a estrutura matricial é uma combinação das estruturas – funcional e projetizada. Com isso pode assumir características distintas que dependem exclusivamente do grau de relevância que cada extremo é considerado. Pode ser dividida em estrutural matricial fraca, forte e balanceada.

A estrutura matricial fraca mantém o gerente funcional com um nível maior de autoridade parecendo-se mais com uma estrutura funcional.
A estrutura matricial forte se parece muito com uma estrutura projetizada e o gerente de projetos possui grande autoridade, podendo alocar recursos de outras áreas ou mesmo contratar recursos externos para realizar o projeto.
A estrutura matricial balanceada representa um equilíbrio entre os dois extremos, o lado funcional e o projetizado. Neste tipo a autoridade é balanceada, ou seja, dividida na mesma medida entre as Gestões de Projeto e Gestões Funcional o que representa o mesmo nível hierárquico. É o tipo teórico que mais se encontra nas estruturas organizacionais, porém não é o mais praticado. Ela é similar à estrutura de projetos, ela tem a capacidade técnica e inteiração e a participação de terceiro no projeto.

## Contexto Sócio-Econômicos e Ambientais
O projeto deve levar em conta as seguintes questões:
- Padrões e regulamentos, é importante ressaltar que a legislação em alguns países e/ou regiões pode alterar consideravelmente os rumos de um projeto.

- Questões pertinentes à internacionalização, quando for o caso

- Questões de diferenças culturais (políticas, econômicas, éticas, étnicas, religiosas, etc), quando for o caso

- Sustentabilidade social
- Sustentabilidade econômica e ambiental